# Wacken Open Air

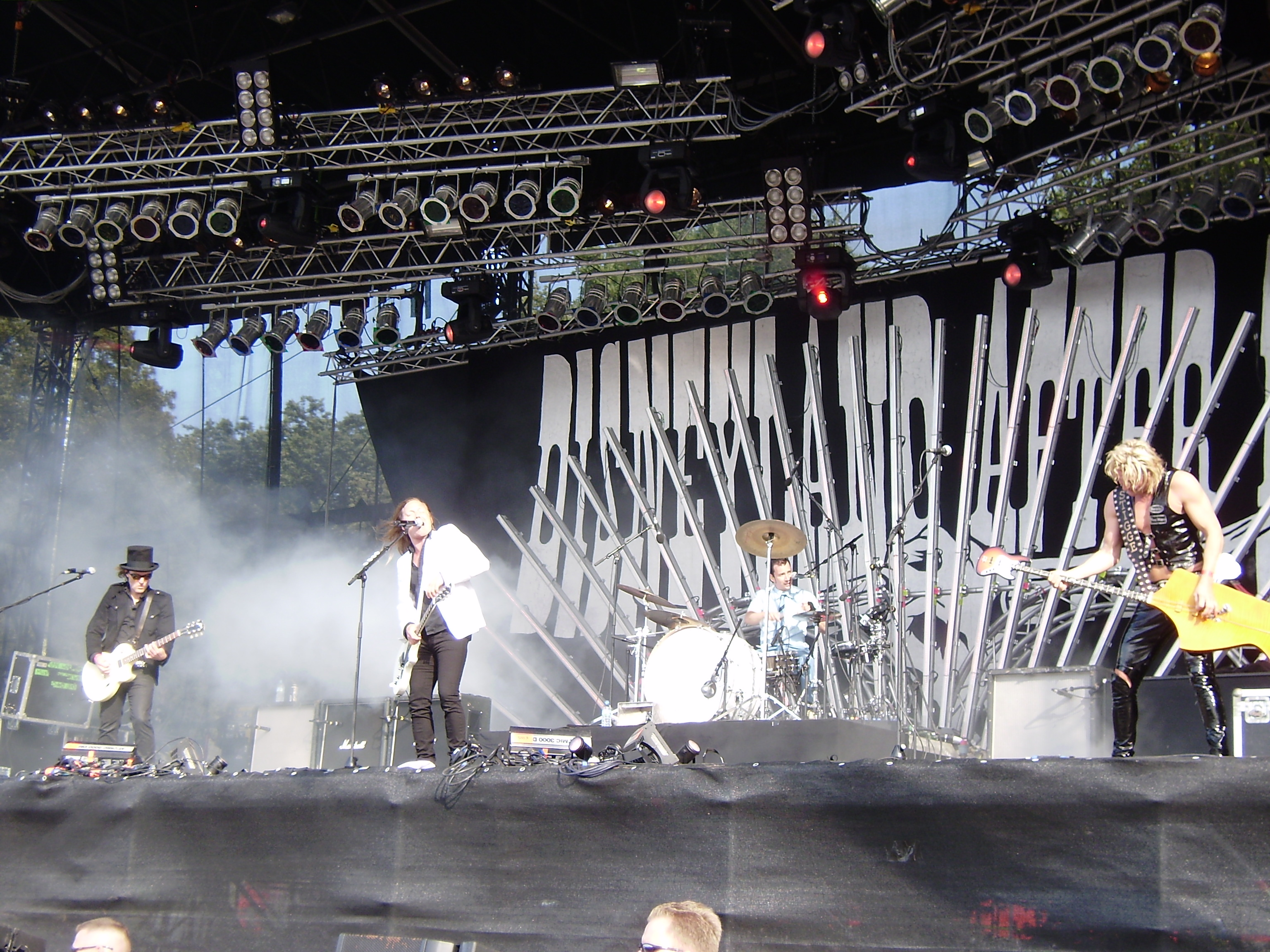
D-A-D. Wacken Open Air 2009.

Wacken Open Air (W:O:A) is een groot metalfestival. Het vindt plaats in het kleine Wacken in Sleeswijk-Holstein, Noord-Duitsland. Het festival wordt jaarlijks georganiseerd tijdens de eerste week van augustus.
Vanaf 2007 verkocht het festival telkens uit. Daarmee kan Wacken Open Air ondertussen rekenen op meer dan 85.000 aanwezigen (waarvan 10.000 genodigden, dorpsbewoners en vrijwilligers). In die periode groeide het aantal bands van 70 tot meer dan 170 verspreid over acht podia.
Het festival boekt groepen uit verschillende subgenres binnen de metal. De meest voorkomende subgenres zijn powermetal, deathmetal, thrashmetal, black metal, folkmetal en gothic metal. Naast metal durft Wacken ook wel groepen uit genres zoals rock, folk en blues te boeken.
In 2023 werd de organisatie genoodzaakt om een deel van festivalgangers te weigeren vanwege de weersomstandigheden tijdens de opbouw van het festival. De festivalgangers die er niet konden geraken kregen een terugbetaling aangeboden.

## Podia
In 2023 telde het festival 9 podia verspreid over 6 zones en 1 clubstage in het dorp:

### Infield
- Faster Stage
- Harder Stage

### Wacken Center
- Louder Stage

### Bullhead City
Bullhead City heeft 2 podia. Hier gaat oa. de finale van de Metal Battle door.

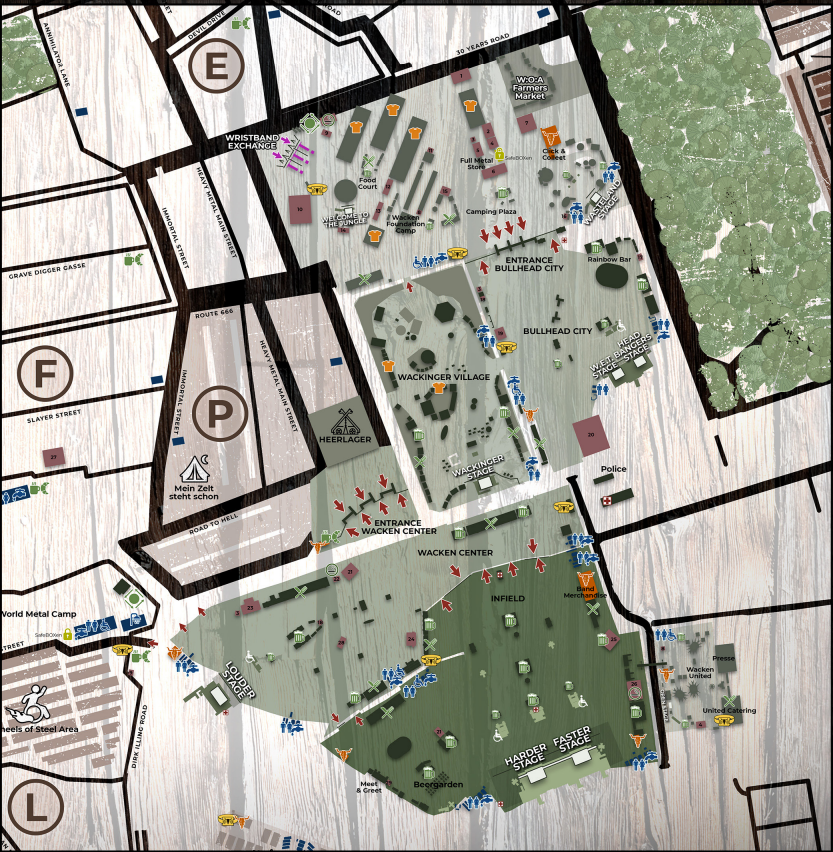
Plattegrond festivalweide editie 2023

- Headbangers Stage
- W:E:T Stage

### Wackinger Area
Wackinger Area heeft 1 podium. Op dit podium wordt vooral folk gerelateerd geprogrammeerd. Daarnaast is er ook een middeleeuws tentendorp, waar onder andere zwaardvechtdemonstraties worden georganiseerd.
- Wackinger Stage

### Wasteland Area
Wasteland Area heeft 1 podium. Deze zone heeft een meer algemenere programmatie, maar distantieert zich van het Wacken Center en Bullhead City vanwege hun post-apocalyptisch thema. Als randanimatie kan de bezoeker er gaan kijken naar wasteland-stijl kooigevechten. Het collectief die deze randanimatie verzorgt, bouwde ook wasteland stijl auto's, en rijden ook geregeld rond het
- Wasteland Stage

### Camping Plaza
In de camping plaza vindt de bezoeker onder andere de metal market en een farmer market. Er is de Welcome To The Jungle Stage, waar randanimatie wordt geprogrammeerd zoals metal yoga, slam battles, rockverhalen, boeklezingen enz.
- Welcome To The Jungle Stage

### Dorp
In het Landgasthof (de lokale herberg) vind je een clubstage. Daar worden kleine optredens, maar ook lezingen gehouden. Zo werden er in 2023 panels georganiseerd rond metal & gaming en vrouwen in metal. Ook treden er de deelnemers van het Wacken Music Camp op.
- LGH Clubstage

### Wacken United
Wacken United is de VIP-zone van het festival. Je vindt er onder meer VIP catering, de perstent en een open podium.

## ICS Network
Het festival groeide in de loop der jaren uit tot een netwerk van organisaties dat zich naast het organiseren en ondersteunen van evenementen bezighoudt met het managen en ondersteunen van bands. Alle organisaties binnen dit netwerk bieden tewerkstelling voor iets meer dan 50 werknemers.

## Selectie van bands en artiesten
Het festival beslist zelf volledig wie het boekt. De (tot nu toe) enige band die er op eigen aanvraag mocht optreden, was Scorpions in 2006. In 2003 dienden 3000 bands een aanvraag in om te mogen optreden tijdens het festival. Dit leidde ertoe dat de organisatie in 2004 besloot een wereldwijde zogenaamde de "Wacken Metal Battle" te organiseren. Deze muziekcompetitie geldt wereldwijd als prestigieus voor beginnende metalbands.

## Metal Battle
De Metal Battle start met nationale competities in tot 30 verschillende landen. De deelnemende landen verschillen jaar na jaar. Afhangend van de grootte van de lokale metalscene, nemen tot 400 lokale bands deel aan de competitie, wat het gemiddelde aantal deelnemende groepen op 4000 groepen brengt. De winnaars van elke nationale competitie krijgen de kans een 20 minuten durende showcase te brengen. In de beginjaren van de Metal Battle wonnen de winnaars een platencontract bij Nuclear Blast, maar tegenwoordig is dit meestal een geldprijs en uitrusting (zoals monitoren en banners voor tijdens optredens). De winnaar mag tevens een optreden geven tijdens een van de andere Wacken-evenementen.
Nog voor de Metal Battle gaf het festival al beginnende bands de kans om te spelen tijdens Wacken in de Wacken Evolution-tent. Die tent werd in 2012 vervangen door de Bullhead City Circus-tent, waarin tegenwoordig het W.E.T-podium en Headbangers-podium te vinden zijn. Naast beginnende groepen spelen ook grotere groepen in deze tent.

## Opnamen van optredens
Tientallen bands (zoals Judas Priest, Alice Cooper, Saxon, Motörhead, Sabaton, Europe en Deep Purple) die optraden tijdens Wacken namen hun concert op en brachten dat uit op cd, dvd en/of blu-ray.
Ook de livestreams worden goed bekeken. Zo zorgde Iron Maiden in 2016 voor een Duits livestreamrecord. Het optreden werd door 550.000 kijkers live bekeken. Verder werd het optreden ook rechtstreeks uitgezonden door cultuurzender ARTE. Tegenwoordig worden de livestreams verzorgd door Deutsche Telekom via MagentaMusik.
Wacken was in 2016 het eerste festival dat in 360°-VR werd livegestreamd. In 2017 werd de VR-livestream bekeken door kijkers uit 150 landen.